# 1889 aux États-Unis
Pour des articles plus généraux, voir Chronologie des États-Unis et 1889.
Chronologie des États-Unis
- 1885
- 1886
- 1887
- 1888
- 1889
- 1890
- 1891
- 1892
- 1893

Cette page concerne des événements d'actualité qui se sont produits durant l'année 1889 du calendrier grégorien aux États-Unis.

## Événements
- 2 janvier : entente entre les principales compagnies de chemin de fer constituée chez Morgan, au 219 Madison Avenue à New York ;
- 15 janvier : George Meadows, un Afro-américain, est lynché pour un crime qu'il n'avait peut-être pas commis.
- 22 février :  Grover Cleveland signe la loi admettant le Dakota du Nord, le Dakota du Sud, le Montana et le Washington dans l’Union ;
- 4 mars : début de la présidence républicaine de Benjamin Harrison (fin en 1893) ;
- 22 avril : l’Oklahoma est officiellement ouvert à la colonisation. En quelques heures, le district, situé en territoire indien, est occupé par 50 000 colons. C’est sous la pression des fermiers, des compagnies ferroviaires et des agents immobiliers que le président Harrison a décidé la colonisation de l’Oklahoma ;
- 31 mai : l'inondation de Johnstown de 1889 rase la ville et cause la mort de plus de 2 200 personnes ;
- 14 juin : traité anglo-américain sur les îles Salomon. Les deux pays garantissent leur indépendance et leur neutralité sous la surveillance des grandes puissances.
- 29 juin : lancement du SS Majestic de la White Star LineLe SS Majestic ;

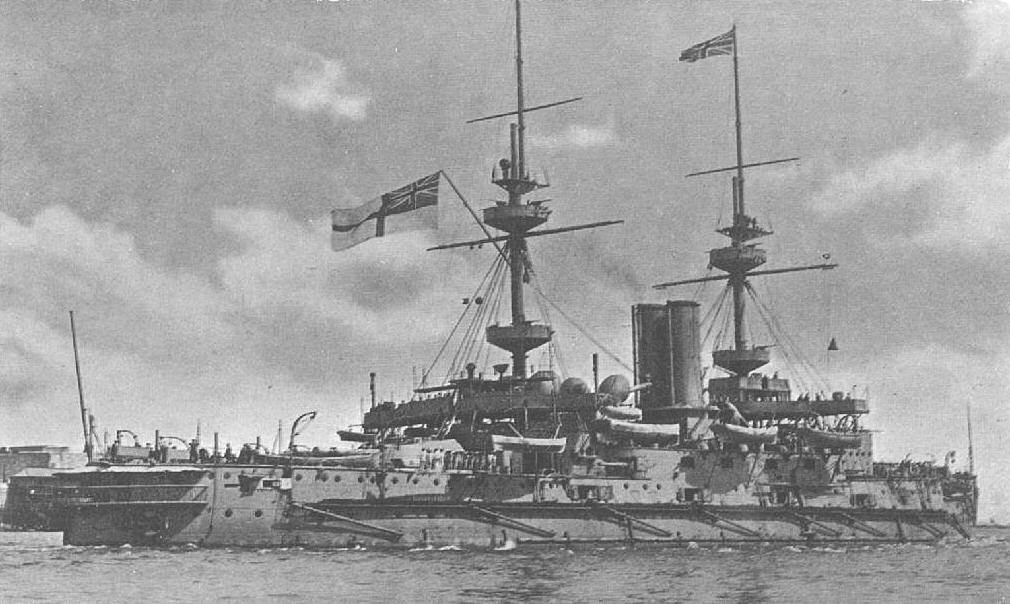
Le SS Majestic

- 8 juillet : le premier numéro du Wall Street Journal est publié à New York.
- 2 octobre : ouverture à Washington de la première conférence internationale des États américains. Les États-Unis proposent une sorte d’union douanière à l’échelle du continent. Les participants se séparent sur un échec, les États-Unis voulant interdire à tout le continent les produits européens. Les Latino-américains, notamment les Argentins, soucieux de protéger leur souveraineté, n’acceptent que la création d’un Bureau commercial des Républiques américaines ;
- 23 octobre : ouverture à Chicago du procès des assassins du nationaliste irlandais Patrick Henry Cronin ;
- 2 novembre : les Dakota du Nord et Dakota du Sud deviennent les trente-neuvième et quarantième États de l'Union américaine ;
- 8 novembre : le Montana devient le quarante-et-unième État de l'Union américaine ;
- 11 novembre : l'État de Washington devient le quarante-deuxième État de l'Union américaine.